# Southwest Sioux (Dakota del Norte)
Southwest Sioux es un territorio no organizado ubicado en el condado de Sioux en el estado estadounidense de Dakota del Norte. En el Censo de 2010 tenía una población de 259 habitantes y una densidad poblacional de 0,18 personas por km².

## Geografía
Southwest Sioux se encuentra ubicado en las coordenadas 46°2′21″N 101°12′11″O / 46.03917, -101.20306. Según la Oficina del Censo de los Estados Unidos, Southwest Sioux tiene una superficie total de 1475.69 km², de la cual 1474.49 km² corresponden a tierra firme y (0.08%) 1.2 km² es agua.

## Demografía
Según el censo de 2010, había 259 personas residiendo en Southwest Sioux. La densidad de población era de 0,18 hab./km². De los 259 habitantes, Southwest Sioux estaba compuesto por el 76.45% blancos, el 0% eran afroamericanos, el 22.01% eran amerindios, el 0% eran asiáticos, el 0% eran isleños del Pacífico, el 0% eran de otras razas y el 1.54% pertenecían a dos o más razas. Del total de la población el 0.39% eran hispanos o latinos de cualquier raza.